# Шарль Жозеф де Флао
Огюст-Шарль-Жозеф де Флао де Ла Біллардері, граф Флао (фр. Auguste Charles Joseph Flahaut de La Billarderie; 21 квітня 1785 — 1 вересня 1870) — французький генерал під час наполеонівських воєн, державний діяч та французький посол при дворі Сент-Джеймса.

## Біографія

Герб графа Шарля де Флао

Народився в Парижі, був офіційним сином маршала Олександра-Себастьяна, графа де Флао (2-й син Шарля-Сезара, маркіза де Ла Більярдері), якого гільйотирували в Аррасі в лютому 1793 року, і його дружини Аделаїди Філлель. Однак Шарль де Флао був загально визнаний нащадком не офіційного батька, а Талейрана, з яким він був тісно пов'язаний протягом усього життя. Його мати взяла його з собою у вигнання в 1792 році, і вони залишились за кордоном до 1798 року, переїхавши з Англії до Швейцарії (де, за чутками, вона «поспілкувалася» з Луї-Філіппом, тоді герцогом Орлеанським), перед Гамбургом де вона познайомилася зі своїм другим чоловіком, послом Доном Хосе Марія-ду-Кармо-де-Соуза Ботельо Моуару і Васконселосом, 5.º Моргадо де Матеус.
Шарль де Флао пішов добровольцем на військову службу в кавалерію в 1800 році та отримав військову комісію після битви при Маренго. Він був призначений ад'ютантом Йоахіма, 1-го принца Мюрата, і був поранений в битві під Ландбахом в 1805 році.
У Варшаві він зустрів Анну Понятовську, графиню Потоцьку, з якою швидко зблизився. Після битви під Фрідландом  був нагороджений Орденом Почесного легіону та повернувся до Парижа в 1807 році. Служив в Іспанії в 1808, а потім у Німеччині.

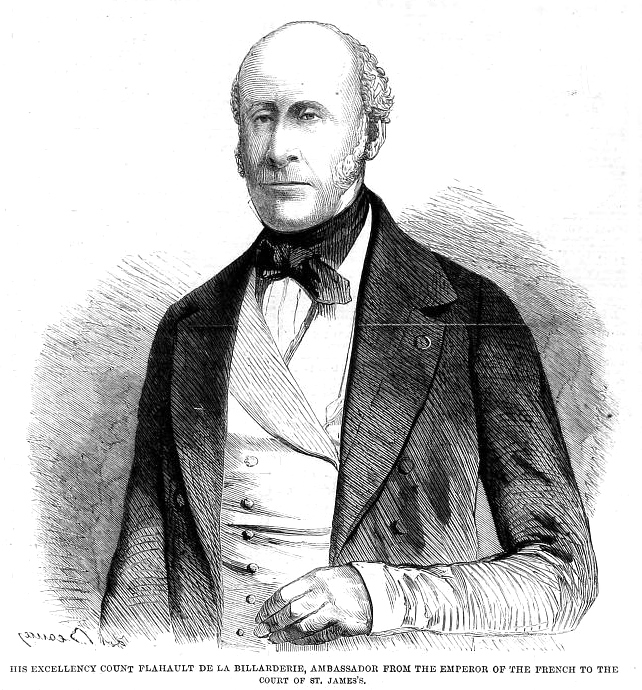
S.E. le comte de Flahaut, коли перебував на посаді імператорського посла Франції в Лондоні

Тим часом графиня Потоцька утвердилася в Парижі, але Флао до цього часу вступив у стосунки з королевою Голландії Гортензією; народження їхнього сина було зареєстровано в Парижі 21 жовтня 1811 року як Шарль-Огюст-Луї-Жозеф Деморний, пізніше створений герцог де Морні.
Флао боровся з відзнакою в російській кампанії 1812 року, а в 1813 році був призначений бригадним генералом і ад'ютантом імператора Наполеона, який після битви під Лейпцигом був підвищений до генеральського чину. Після зречення Наполеона в 1814 році він підпорядкувався новому французькому уряду, але у вересні був внесений до списку пенсіонерів. Флао був завзятим у відвідуванні королеви Гортензії, поки події під назвою «сто днів» повернули його до активної служби.
Місія до Відня для забезпечення повернення імператриці Марії-Луїзи призвела до невдачі. Він був присутній у Ватерлоо (як ад'ютант Наполеона), а потім прагнув посадити Наполеона II на трон. За втручанням Талейрана він був позбавлений вигнання, але був поміщений під нагляд поліції. Потім Флао вирішив виїхати до Німеччини, а звідти до Великої Британії.
Флао повернулися до Франції в 1827 році, а в 1830 Король Луї-Філіп підняв графа до звання генерал-лейтенанта, а також створив його Пером Франції. Він залишався твердим прихильником політики Талейрана, а в 1831 році недовго працював послом Франції в Берліні. Згодом він був приєднаний до дому герцога Орлеанського і в 1841 році був призначений послом у Відні, де пробув до 1848 року, коли був звільнений з військової служби. Після державного перевороту 1851 року його служби були знову залучені, і з 1860 по 1862 рік він служив у Великій Британії послом Франції при дворі Сент-Джеймса.

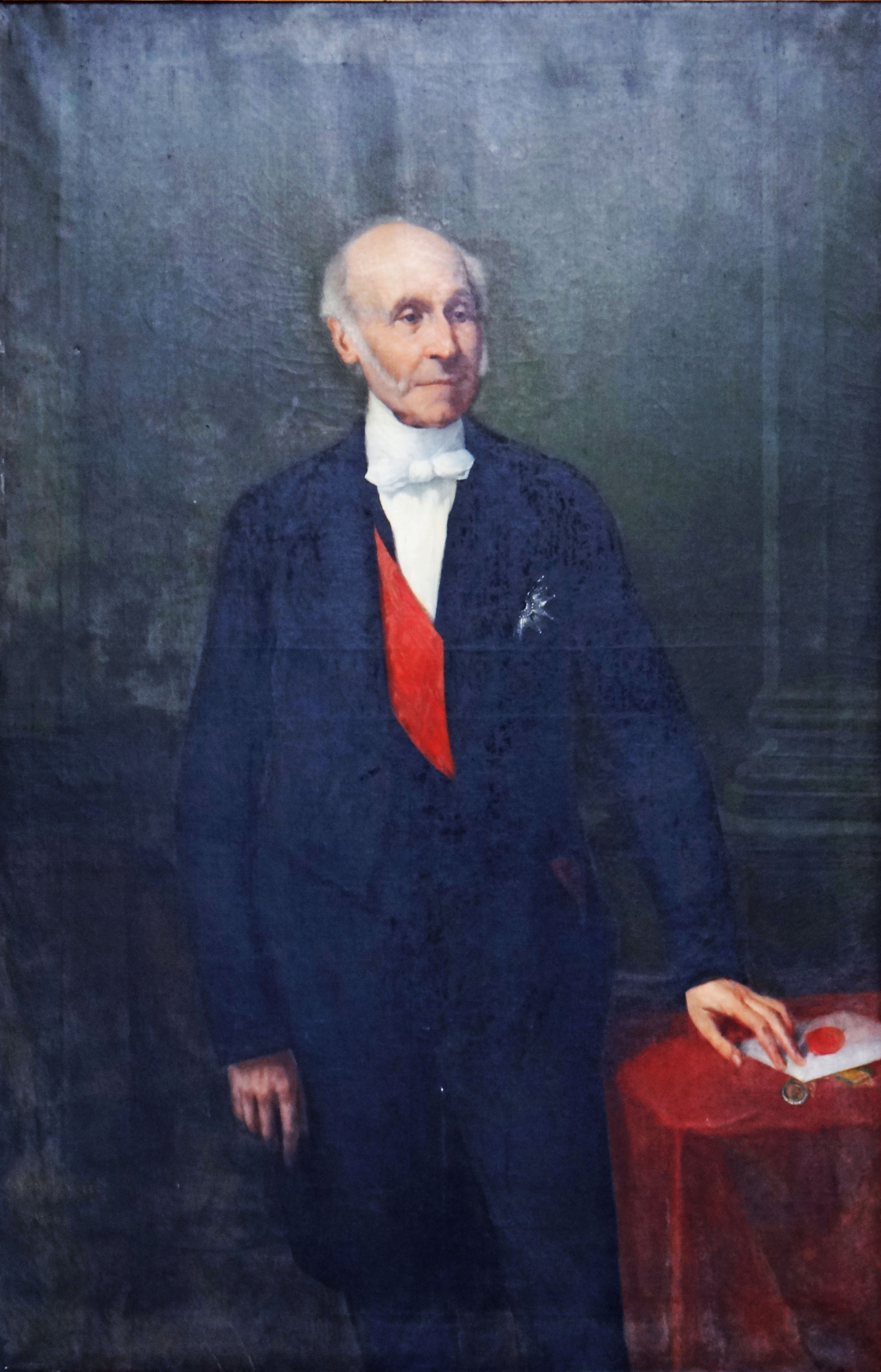
Портрет Шарля де Флао, великого канцлера Почесного легіону

У 1864 Флао повернулися до Парижа і оселилися в готелі де Сальм, коли Чарльза було призначено великим канцлером Почесного легіону. Він помер у Парижі 1 вересня 1870 р.

## Сім'я
Флао був коханцем пасербиці Наполеона I, Гортензії де Богарне (королева Голландії), з якою у нього народився позашлюбний син Чарльз Деморний (1811—1865), який згодом став герцогом Морні.
Перебуваючи у Великій Британії, Флао одружився в Единбурзі 20 червня 1817 року. Маргарет Мерсер Ельфінстоун (1788—1867), донька адмірала Джорджа, Віконта Кіта ; вона досягла успіху в своєму власному праві, 2-га дружина й Баронеса Кейт в 1823 році. У них було п'ять дочок:
- Емілі Джейн де Флао (16 травня 1819 — 25 червня 1895)[16]
- Клементін де Флао (29 квітня 1821 — 5 січня 1836), помер молодий.
- Джорджіана Габріель де Флао (1822 — 6 липня 1907),[8][17] одружився 2 лютого 1871 з Жані Шарль Марі Фелікс, Маркізі Ла Валет[18].
- Аделаїда Жозефіна Елізабет де Флао (1824 — 3 квітня 1841), померла молодою.
- Сара Софі Луїза де Флао (1825 — 10 червня 1853), померла неодруженою.

## Відзнаки
- посилання= Comte de l'Empire
- посилання= Орден Почесного легіону
- Ордена Леопольда[19]